# امرسین

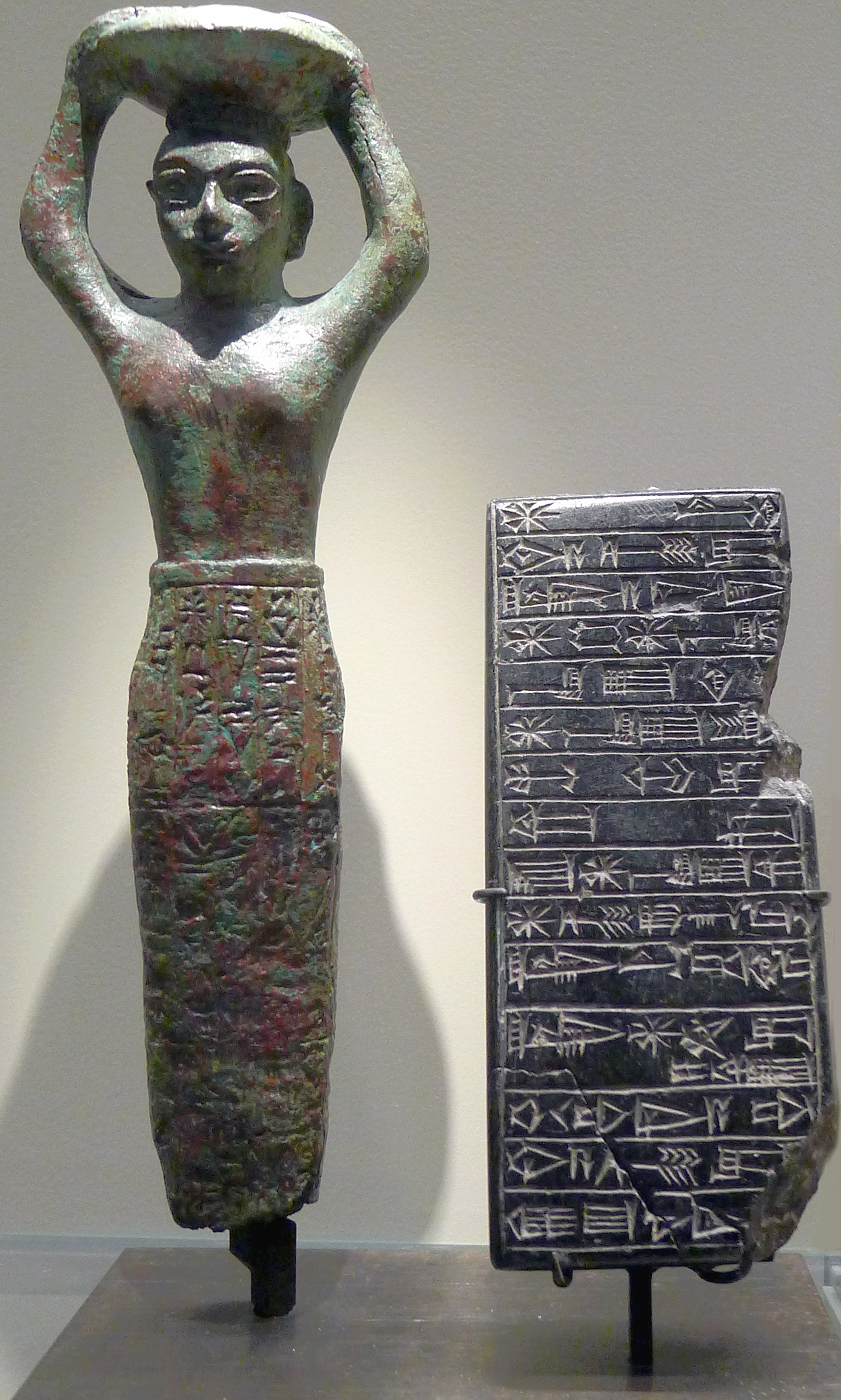
مجسمه فلزی سومری و لوح سنگی با خط میخی.

اَمَرسین سومین پادشاه سلسله سوم اور بود، که پس از پدرش به سلطنت نشست.
او خود را «ایزدی که به این کشور حیات می‌دهد» و «و ایزد خورشید زمین» نامید.
مرگ ناگهانی او – طبق متن یک فال نامه – بر اثر عفونت ناشی از کفش زدگی (تاول چرکین حاصل از کفش) در گذشت.
پس از او برادرش شوسین به سلطنت رسید.